# Gurramkonda
Gurramkonda és un lloc històric situat entre Cuddapah i l'autopista de Bangalore, al districte de Chittoor en l'estat d'Andhra Pradesh, Índia. Gurramkonda és la seu del tehsil.

## Geografia
Gurramkonda es troba a 13° 47′ 00″ N, 78° 35′ 00″ E / 13.7833°N,78.5833°E. Té una elevació mitjana de 647 m sobre el nivell del mar.

## Economia
L'economia moderna és fonamentalment agrícola, amb producció d'arròs, tomàquet i maní.

## Història
El regne de Kurpa (inicialment de Gurramkonda) fou un estat del subcontinent indi que va existir entre 1565 i 1780 primer com a vassall dels sultans de Golconda, després independent, i després tributari del nizam d'Hyderabad i de Mysore.
La fortalesa de Gurramkonda i la seva àrea d'influència fou concedida en feu després del 1565 pel sultà de Golconda a un general afganès, amb títol de nawab (equivalent a virrei) i amb amplis poders incloent el dret d'encunyar moneda. Únicament estava lligar als sultans per l'obligació d'aportar contingents militars. La tradició local musulmana diu que Abdul Nabi Mia va fundar la ciutat de Kurpa (després Cuddapah) però sembla clar que fou construïda per ordre d'un nawab de Gurramkonda vers el 1570.
El 1642 l'estat fou ocupat pels marathes i el nawab va haver de fugir al Dècan on va rebre un territori en jagir. Cuddapah va quedar en mans de governadors bramans i el sobirà maratha va esprémer el país tant com va poder.
El 1687 Golconda va passar a l'Imperi Mongol i durant uns anys la història de la zona és desconeguda i quan retornen les informacions els primers anys del segle xviii els antics nawabs de Gurramkonda o Cuddapah tornaven a tenir el poder per mitjà d'Abul Nabi Khan, que tenia sota vassallatge als poligars de la zona anomenada el Baramahal, especialment el poligar de Punganur, molt poderós, ja que a més a més de pagar 32.000 pagodes a l'any havia de mantenir una força de 2.000 homes en armes. Tres nawabs de Cuddapah van governar en successió cadascun incrementant el poder que havia rebut dominant el que fou el districte de Balaghat excepte Gingi, però el 1732 el tercer es va enfrontar als marathes i el seu poder va començar a declinar. En els següents anys va esdevenir vassall del nizam d'Hydebarab (1748); el 1750 el nawab de Cuddapah va trair a Nasir Jang, el nizam, i es va unir al seu rival Muzaffar Jang, protegit dels francesos, però el 1751, malcontent amb la marxa de la guerra, va encapçálar una conspiració contra Muzaffar Jang en la qual aquest va morir al pas de Lakkireddipalli, a la taluka Rayachoti. Salabat Jang, el nou nizam, va reduir el districte el 1752 i el nawab va esdevenir altre cop feudatari.
El 1757 tot el districte fou devastat pels marathes i es va lliurar una batalla decisiva prop de la ciutat de Cuddapah en la que el nawab va morir i la ciutat va quedar oberta als saquejadors marathes; però encara que van dominar la ciutat no van poder reduir la resta del districte i finalment, davant l'avanç de les forces del nizam amb el suport del francès Bussy, van signar un tractat amb el nou nawab que els garantia la meitat del país incloent la important fortalesa de Gurramkonda, on van establir una guarnició. El 1762 Haidar Ali, que havia aconseguit el poder a Mysore, es va apoderar d'aquesta fortalesa i vers el mateix temps es va apoderar dels poligars de Baramahal; el 1765 en virtut d'un tractat secret amb el nizam d'Hyderabad, va pactar la conquesta conjunta de la costa de Coromandel i la distribució dels territoris conquerits entre ambdós, corresponent a Mysore, entre d'altres, la resta del districte incloent els dominis del nawab de Cuddapah; Gurramkonda fou entrega a Mir Sahib que havia entregat al seu torn Sira, i la família del qual ja havia tingut la zona com a jagir anteriorment, però al cap de dos anys (1768) la va cedir a Haidar Ali, que era el seu cunyat. En aquest temps se li va enfrontar el peshwa maratha Madhava Rao que va reconquerir Gurramkonda, però després que Haidar Ali va signar una treva amb els britànics (1869) el nawab va haver de pagar tribut a Mysore; el 1771 Sayyid Shah, general d'Haidar Ali, va entregar Gurramkonda a Trimbak Rao; però a la mort de Madhava Rao el 1772, Haidar Ali va reconquerir el fort (1773) i hi va instal·lar novament una guarnició. El nawab va buscar l'aliança del nizam i el 1780, en revenja, Haidar Ali va atacar al nawab, que tot i una valent defensa de la capital, va ser derrotat i poc després va ser fet presoner a Sidhaut, i se'l va emportar a Seringapatam on el va fer matar amb tota la seva família excepte una germana de 18 anys i molt maca a la que va portar a la seva zanana. Així va acabar de fet la dinastia. A la mort d'Haidar Ali el 1782 un descendent del darrer nawab va reclamar el títol i va rebre el suport britànic que van enviar un destacament que fou traïdorament massacrat durant una conferència. Durant uns anys Cuddapah va restar en mans de Tipu Sultan; el 1791 les forces del nizam amb ajut britànic sota el capità Read, van assetjar Garramkonda, i va capturar el fot però la ciutadella va resistir fins al 1792 quan la pau va cedir el fort i tot Cuddapah al nizam. Gurramkonda i el districte de Cuddapah fou cedit llavors en jagir al general francès Raymond per pagar les despeses del contingent sota el seu comandament, però el govern de Madras va desautoritzar l'acord i va obligar a Raymond a renunciar al jagir sota l'amenaça d'un atac. El 1800 el nizam va cedir Cuddapah als britànics.